# ザ・バッド・プラス
ザ・バッド・プラス（The Bad Plus）は、アメリカのジャズ・カルテット。長年、トリオとして活動してきた。

## 来歴
2000年にグループ結成。メンバーは
- イーサン・アイヴァーソン (Ethan Iverson) (ピアノ)
- リード・アンダーソン (Reid Anderson) (ベース)
- デヴィッド・キング (David King) (ドラムス)

2001年にフレッシュ・サウンド・レコードからセルフタイトルのデビュー・アルバムを発表。その後、コロムビア・レコードとの契約を得て2003年にメジャー・デビュー作『ヴィスタス』 (These Are the Vistas)をリリースし、同アルバムにはニルヴァーナ、ブロンディ、エイフェックス・ツインのカヴァーも収録された。同年にニューポート・ジャズ・フェスティバル・イン・斑尾に出演している。
2004年にはコロムビアからのセカンド・アルバム『ギヴ』を発表しており、同作にはピクシーズやブラック・サバスのカヴァーが収録された。日本公演も行っており、ブルーノート東京での公演の模様はライブ・アルバム『ブラント・オブジェクト〜ライヴ・イン・トーキョー』としてリリースされた。
2005年にコロムビアからのサード・アルバム『サスピシャス・アクティヴィティ?』を発表。
2014年3月にはイーゴリ・ストラヴィンスキーの『春の祭典』をアレンジしたアルバム『The Rite of Spring』を発表。2015年にはジョシュア・レッドマンとのコラボレーション・アルバム『ザ・バッド・プラス ジョシュア・レッドマン』を発表した。
2017年12月31日のヴィレッジ・ヴァンガード公演を最後に、オリジナル・ピアニストのイーサン・アイヴァーソンが脱退し、オリン・エヴァンスが後任として加入した。
2021年、オリン・エヴァンスが脱退。ギタリストのベン・モンダーとサックス奏者のクリス・スピードを加えた新しいラインナップで活動すると発表された。

## ディスコグラフィ

### スタジオ・アルバム
- 『ザ・バッド・プラス』 -  The Bad Plus（2001年）
- 『ヴィスタス』 - These Are the Vistas（2003年）
- 『ギヴ』 - Give（2004年）
- 『サスピシャス・アクティヴィティ?』 - Suspicious Activity?（2005年）
- 『プログ』 - Prog（2007年）
- 『フォー・オール・アイ・ケア』 - For All I Care（2008年）
- Never Stop（2010年）
- Made Possible（2012年）
- The Rite of Spring（2014年）
- Inevitable Western（2014年）
- 『ザ・バッド・プラス ジョシュア・レッドマン』 - The Bad Plus Joshua Redman（2015年）
- It's Hard（2016年）
- Never Stop II（2018年）
- Activate Infinity (2019年、Edition)[8]

### ライブ・アルバム
- Authorized Bootleg: New York 12/16/01（2002年）
- 『ブラント・オブジェクト〜ライヴ・イン・トーキョー』 - Blunt Object: Live in Tokyo（2005年）